# Mickey Harte
Mickey Joe Harte (* 1973 als Michael Joseph Harte in Lifford, County Donegal) ist ein irischer Popsänger.

## Leben
Mickey Harte gewann die erste Staffel der irischen RTÉ-Castingshow You’re a Star und hatte dadurch den irischen Beitrag beim Eurovision Song Contest 2003 in Riga. Sein Popsong We’ve Got the World erreichte dort den elften Platz. In den irischen Charts ging der Titel sowie sein Debütalbum Sometimes Right, Sometimes Wrong direkt auf Platz 1. Das Nachfolgealbum Live and Learn konnte noch Platz 53 erreichen.

## Diskografie

### Alben
| Jahr | Titel                            | Höchstplatzierung, Gesamtwochen, AuszeichnungChartsChartplatzierungen (Jahr, Titel, Platzierungen, Wochen, Auszeichnungen, Anmerkungen) | Anmerkungen |
| Jahr | Titel                            | IE | Anmerkungen |
| ---- | -------------------------------- | --- | ----------- |
| 2003 | Sometimes Right, Sometimes Wrong | IE1 (19 Wo.)IE |             |
| 2006 | Live & Learn                     | IE53 (1 Wo.)IE |             |

Weitere Alben
- 2011: Forward to Reality
- 2019: Me two

### Singles
| Jahr | Titel Album                                                  | Höchstplatzierung, Gesamtwochen, AuszeichnungChartsChartplatzierungen (Jahr, Titel, Album, Platzierungen, Wochen, Auszeichnungen, Anmerkungen) | Anmerkungen |
| Jahr | Titel Album                                                  | IE | Anmerkungen |
| ---- | ------------------------------------------------------------ | --- | ----------- |
| 2003 | We’ve Got The World Tonight Sometimes Right, Sometimes Wrong | IE1 (19 Wo.)IE |             |
| 2003 | Never Wanna Let You Down Sometimes Right, Sometimes Wrong    | IE2 (12 Wo.)IE |             |
| 2003 | There Must Be Love Sometimes Right, Sometimes Wrong          | IE8 (7 Wo.)IE |             |
| 2004 | A New Way To Fly –                                           | IE16 (3 Wo.)IE |             |

Weitere Singles
- 2017: For the Broken Hearted
- 2019: Stressed out